# Hanshessia
Hanshessia is een geslacht van uitgestorven slangsterren uit de familie Ophiacanthidae. Vertegenwoordigers van dit geslacht zijn slechts als fossiel bekend.

## Soorten
- Hanshessia trochitophila Thuy & Meyer, 2012 †